# Райдейлей Сапата
Райдейлей Сапата  (ісп. Rayderley Miguel Zapata Santana, 26 травня 1993, Санто-Домінго, Домініканська республіка) — іспанський гімнаст. Срібний призер у вільних вправах на Олімпійських іграх в Токіо, Японія. Бронзовий призер чемпіонату світу, чемпіон Європейських ігор у вільних вправах.

## Біографія
Народився в Санто-Домінго, Домініканська республіка, в дев'ятирічному віці разом з родиною переїхав до іспанського Лансароте.
Одружений. Має доньку Олімпію 2021 року народження.

## Спортивна кар'єра
В одинадцятирічному віці побачив когось з друзів сестри за тренуваннями і вирішив спробувати власні сили в спортивній гімнастиці. Під час змагань слухає пісні у виконанні сестри Райселіз.

#### 2017
У серпні під час розминки вільних вправ на кубку світу в Парижі, Франція, розірвав праве ахіллове сухожилля. Відновлення після операції тривало дев'ять місяців.

#### 2020
Відбір на Олімпійські ігри 2020 у Токіо, Японія, здійснював через серію етапів кубка світу. На передостанньому етапі кубку світу в Баку, Азербайджан, в день кваліфікації прокинувся з температурою та болем в горлі, був шпиталізований з підозрою на коронавірус, який не підтвердився. Дві доби провів в лікарні з діагностованим бронхітом. Засмутився, що не встигає відновитися до останнього етапу в Досі, Катар, однак через пандемію коронавірусу Олімпійські ігри 2020 та етап в Досі перенесли на 2021 рік.

#### 2021
На останньому етапі кубку світу в Досі, Катар, у вільних вправах посів друге місце після ізраїльтянина Артема Долгопята, який мав особисту ліцензію, що дозволило отримати 30 очок та з 90 очками очолити турнірну таблицю вільних вправ, здобувши особисту ліцензію на Олімпійські ігри 2020 у Токіо, Японія.

### Результати на турнірах
| Рік  | Змагання              | КБ | ІБ | Вільні вправи | Кінь | Кільця | Опорний стрибок | Паралельні бруси | Перекладина |
| ---- | --------------------- | -- | -- | ------------- | ---- | ------ | --------------- | ---------------- | ----------- |
| 2014 | Чемпіонат Європи      | 13 |    |               |      |        |                 |                  |             |
| 2014 | Чемпіонат світу       | 16 |    | 8             |      |        |                 |                  |             |
| 2015 | Чемпіонат Європи      |    |    | 5             |      |        |                 |                  |             |
| 2015 | Європейські ігри      |    |    | 1             |      |        |                 |                  |             |
| 2015 | Чемпіонат світу       | 13 |    | 3             |      |        |                 |                  |             |
| 2016 | Чемпіонат Європи      | 8  |    |               |      |        |                 |                  |             |
| 2016 | Олімпійські ігри      |    |    | 11            |      |        |                 |                  |             |
| 2017 | Чемпіонат Європи      |    |    | 6             |      |        |                 |                  |             |
| 2018 | Чемпіонат Європи      |    |    | 7             |      |        |                 |                  |             |
| 2018 | Кубок світу. Котбус   |    |    | 33            |      |        |                 |                  |             |
| 2018 | Чемпіонат світу       | 11 |    |               |      |        |                 |                  |             |
| 2019 | Кубок світу. Мельбурн |    |    | 3             |      |        |                 |                  |             |
| 2019 | Кубок світу. Баку     |    |    | 3             |      |        |                 |                  |             |
| 2019 | Кубок світу. Доха     |    |    | 2             |      |        |                 |                  |             |
| 2019 | Чемпіонат Європи      |    |    | 6             |      |        |                 |                  |             |
| 2019 | Кубок світу. Котбус   |    |    | 2             |      |        |                 |                  |             |
| 2020 | Кубок світу. Мельбурн |    |    | 5             |      |        |                 |                  |             |
| 2021 | Кубок світу. Доха     |    |    | 2             |      |        |                 |                  |             |
| 2021 | Олімпійські ігри      |    |    | 2             |      |        |                 |                  |             |
| 2024 | Олімпійські ігри      |    |    | 7             |      |        |                 |                  |             |

### Іменний елемент
Вперше в історії спортивної гімнастики виконав у вільних вправах подвійне сальто з трьома з половиною вінтами, яке Міжнародною федерацією гімнастики було названо на честь спортсмена "Zapata".